# Pontes (Galiza)
Pontes (As Pontes) ou Pontes de Garcia Rodrigues (em galego: As Pontes de Garcia Rodríguez; em castelhano: Puentes de García Rodríguez) é um concelho da província da Corunha, na Galiza, que faz parte da comarca do Eume. Segundo as estatísticas oficiais o concelho reunia 10.503 pessoas em 2015 e abrange uma superfície de 249,4 km². O seu gentilício é «pontês». Encontra-se entre as comarcas da Terra Chã, a leste, e de Ferrolterra, a oeste.
Sendo o concelho das Pontes o maior da província da Corunha, nele encontram-se uma grande variedade de paisagens naturais e humanas. O monte Caxado, a norte, representa com 756 m o ponto mais elevando do concelho e também da província. Entre os rios que decorrem pelo concelho destaca o Eume, cujo percorrido pelas terras das Pontes estende-se ao longo de 9 quilômetros e da nome às terras que o rodeiam. O concelho contém também grande parte da superfície do Parque Natural das Fragas do Eume.
Já em 1267 é encontrado o primeiro texto que testemunha a existência do "Concejo das Pontes". Em 1376, Henrique II de Castela concedeu o senhorio da Vila das Pontes ao cavalheiro Garcia Rodrigues de Valcárcel. Foi então que se iniciou a construção dum castelo e uma ponte no caminho real Lugo-Ferrol. Esta ponte, hoje conhecida na vila por Ponte da Perfolha, deu o nome de "Ponte de Garcia Rodrigues" ao lugar

A principal actividade económica do concelho é a indústria. A usina térmica das Pontes, Endesa Termic, tem uma potência de 1400 megavatios e fornece de electricidade à Espanha junto com outra nova usina que emprega o gás para a produção de energia. Em 2012 acabou o processo de recheado com água do oco da velha mina de lignito esgotada, tornando-se assim em uma grande lagoa com uma praia artificial de 500 metros.

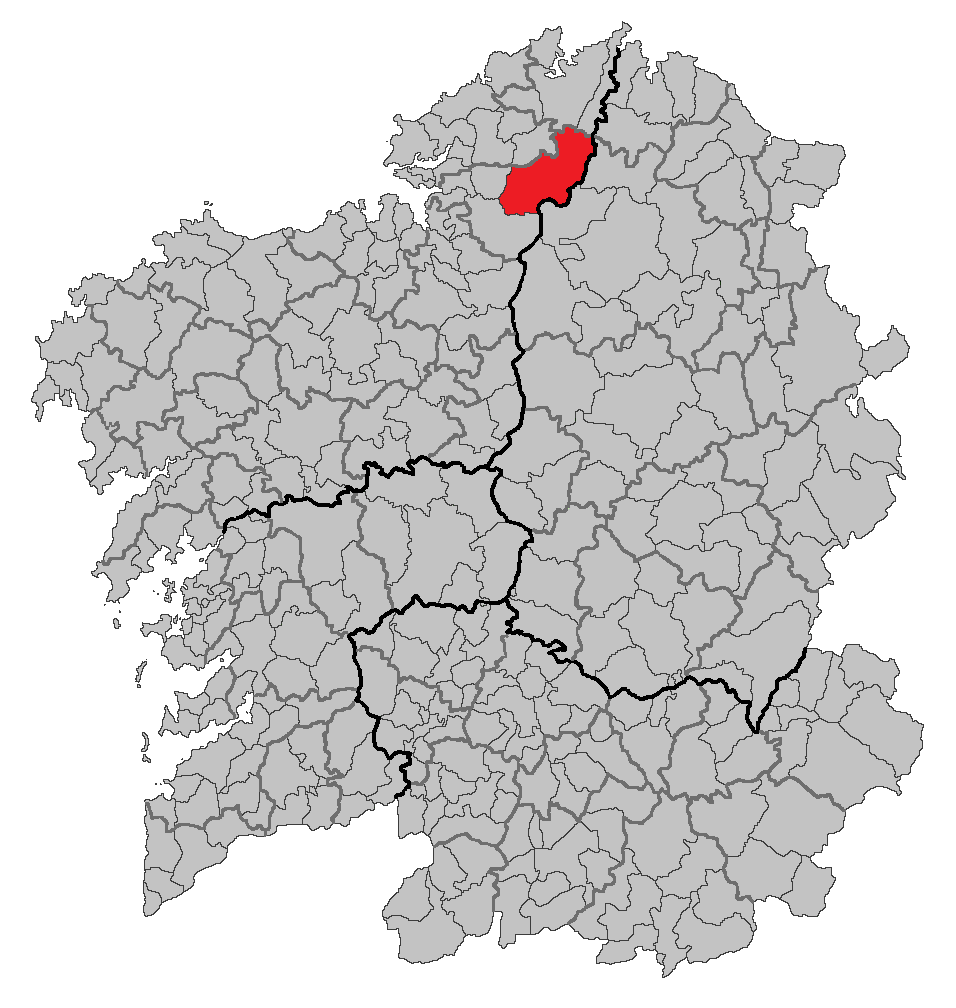
Localização das Pontes de García Rodríguez

## Demografia
| Variação demográfica do município entre 1991 e 2004 | Variação demográfica do município entre 1991 e 2004 | Variação demográfica do município entre 1991 e 2004 | Variação demográfica do município entre 1991 e 2004 |
| --------------------------------------------------- | --------------------------------------------------- | --------------------------------------------------- | --------------------------------------------------- |
| 1991                                                | 1996                                                | 2001                                                | 2004                                                |
| 13350                                               | 12664                                               | 12097                                               | 11911                                               |

## Geografia
O concelho limita a norte com os concelhos de Mañón e Ortigueira, a leste e sul-leste com os de Muras e Xermade, a sul-oeste com o de Monfero e a oeste com A Capela, San Sadurniño e As Somozas.
Devido a que o concelho das Pontes é o de maior tamanho da província da Corunha, pode-se atopar nele uma grande variedade de paisagens distintas. O Monte Caxado, a norte, constitui com os seus 756 metros de altura o punto mais elevado do concelho e da província. Ao seu redor há outros montes como a Pena da Loba (658 m), o Maciço Sucadio (667 m), os Maciços de Penas de Noite (626 m) ou o do Deveso (558 m).
Os rios que discorrem pelo concelho som em geral caudalosos, com um regime regular. Destaca entre eles o Eume, que tem uma extensão de 9 quilómetros e da nome à comarca.
No concelho assenta-se grande parte do parque natural das Fragas do Eume que rodeia o encoro do Eume.

## História
No concelho atoparam-se vários objectos pré-históricos, mais de 125 mamoas, cerâmica e inclusive vasos da Cultura Campaniforme. Entre 6 000 e 2 800 a.C. acredita-se que um importante assentamento humano povoava a zona; a maioria dos restos encontrados sejam sobre enterramentos. Mesmo há teorias que dizem que o vale era uma imensa tomba para os povos nômades da zona.
Há numerosas probas da romanização da zona como podem ser vários sarcófagos paleocristãos topados na vila e vestígios de vivendas romanizadas. É de grande importância à Ponte Romana que ainda se conserva sobre o rio Chamoselo.
De 1267 é o primeiro texto que constata a existência do "Concejo das Pontes". Em 1376, Henrique II de Castela concedeu o senhorio da Vila das Pontes ao cavaleiro García Rodríguez de Valcárcel por resgata-lo da prisão na que se encontrava após a batalha de Nájera. "Por quantas lealtanzas de fianza fallamos en vos… e por quanto afán y trabajo y pérdidas oviste tomado por nós… facemos vos donación pura y perpetua… del lugar de las Puentes de Hume". A sua linhagem extinguiu-se por volta de 100 anos, passando a pertencer o senhorio à casa de Lemos. Porém, deixou o seu rastro nas numerosas pontes que mandou construir no rio Eume, destacando entre elas a "Ponte dos ferros".
Segundo o "Cadastro de Ensenada", realizado em 1752, residiam por daquela, no casco urbano das Pontes, pouco mais de dois centos habitantes e cerca de mil no resto do concelho. A vila dispunha dum Hospital para recolher, dar pousada e assistir os pobres, peregrinos e caminhantes. O edifício, que dá nome à praça principal das Pontes, seguiu sendo hospital até meados do século XIX e escola até a segunda década do século XX, no que foi demolido por ordem municipal. No final do século XVIII José Cornide Saavedra comunicou à Real Sociedad Económica de Amigos del País a existência de lignito na vila. Em 1862 seria erguida uma nova ponte, construída à época de Isabel II de Espanha.

## Economia
A economia depende principalmente da indústria, ainda que também dispõe de núcleos de povoação dedicados à agricultura e ao gado.
A principal indústria do concelho é a central térmica das Pontes e a mina de carvão que a fornece. A central térmica é a maior de Espanha, e a sua chaminé, com 356 metros de altura, é a construção mais alta de Espanha, e figura no Livro Guinness como a chaminé com mais volume do mundo. Tem uma potência de 1 400 megawatts. Actualmente está em construção uma outra central eléctrica nova que usará o gás para produzir electricidade (ciclo combinado de 800 mega-vátios). Para além disso, o concelho conta com numerosos parques eólicos e dois encoros.
A segunda indústria mais importante é a de transformados metálicos, iniciada na década de 1960. Actualmente,  mais de dez empresas locais se dedicam a esta actividade.
O concelho conta com três parques industriais.
São também importantes os seus recursos florestais para a indústria madeireira e papeleira.

## Clima
O clima das Pontes é do tipo oceânico úmido, com certas características de clima continental nos vales e de clima de montanha nas alturas da Serra. A temperatura media anual da vila é de 12º. Em Janeiro é de 6,6º, com máximas de 21º e mínimas de 0º, em Agosto alcança os 17,3º, com máximas de 37º e mínimas de 9º.
O concelho das Pontes registra umas precipitações anuais de 1 800 l/m². O mês de Dezembro costuma ser o mais chuvoso, podendo ocorrer em Janeiro e Fevereiro geadas e precipitações em forma de neve.

## Cultura

### Festas
- Festas da Virgem do Carmo: celebram-se em 16 de Julho desde 1741. Uma processão nocturna decorre o sábado de festa.
- Romaria da Fraga: em 23, 24 e 25 de Julho celebra-se a "romaria da Fraga", festa centenária que começou em 1904. Actualmente os vizinhos das Pontes confeccionam cabanas artesanalmente com madeira e polas de árvores onde moram os três dias que dura a festa. À festa acompanha o festival de música rock e hip-hop "Nabiza Rock", que acostuma ser em 23, e o festival de música folk que se celebra em 24 de julho.
- Feira do Grelo: Esta festa nasceu em 1981 para potenciar a agricultura local e alcançou fama em toda a comunidade. Celebra-se cada ano o domingo de Entrudo.
- Feira de Fungos e Cogumelos: Realiza-se ao longo de uma semana em Novembro e recolhe diversos actos como a degustação de pratos e diversos concursos.

## Cidades-irmãs
As Pontes de García Rodríguez possui as cidade-irmãs:
- Arroyo Naranjo, Cuba
- Lesneven, France
- Carmarthen, Reino Unido